# 제3훈련비행단
제3훈련비행단(第三訓練飛行團, 영어: 3rd Flight Training Wing)은 대한민국 공군의 훈련비행단이다. 경상남도 사천시 사천공항에 위치하고 있다.

## 연혁
- 1968년 5월 10일: 제3훈련비행단 창설 (대구)
- 1973년 4월: 제3훈련비행단 재창설 (사천)
- 1982년 10월: 공군 최우수부대 선정 대통령 표창 수상
- 1992년 9월: T-59 고등훈련기 도입
- 2000년 9월: KT-1 기본훈련기 도입
- 2004년 5월: 전 비행교육대대 KT-1 기종 전환
- 2012년 10월: 2012년 국방부장관 부대표창 수상
- 2018년 11월: 비행단 30만 시간 무사고 비행기록 달성

## 군가
```
(1절)
보아라 피 끓는 대한의 용사
높고 높은 기상을 이어받아서
이 강산 지키고자 배우고 닦아
오늘도 은빛 나는 날개를 펴고
우렁찬 폭음도 하늘로 솟네
아 보라매의 요람지 제3훈련비행단

(2절)
보아라 용감한 하늘의 용사
배달민족 그 이름 헛되지 않게
조국 하늘 지키고자 힘을 합하여
오늘도 날아간다 푸른 하늘로
마음껏 보여라 공군 기백을
아 보라매의 요람지 제3훈련비행단

```